# 内卡-奥登林山县
内卡-奥登林山县（德語：Neckar-Odenwald-Kreis）是德国巴登-符腾堡州的一个县，隶属于卡尔斯鲁厄行政区，首府莫斯巴赫。

## 地理
内卡-奥登林山县位于巴登北部，北面与黑森州的奥登林山县和巴伐利亚州的米尔滕贝格县，东面与美因-陶伯县，东南面与霍恩洛厄县，南面与海尔布隆县，西面与莱茵-内卡县相邻。